# Ucraina de pe malul stâng
Ucraina de pe malul stâng (în limbile ucraineană Лівобережна Україна, transliterat: Livoberejna Ukraiina, rusă Левобережная Украина, transliterat: Levoberejnaia Ukraina și poloneză Lewobrzeżna Ukraina) este numele unei regiuni istorice a Ucrainei aflate la est de cursul fluviului Nipru. Teritoriul Ucrainei de pe malul stâng cuprinde, aproximativ, regiunile contemporane Cernigov, Poltava, Sumî și partea răsăriteană a regiunilor Kiev și Cerkasî. 
După semnarea Tratatului de la Pereiaslav din 1654, această regiune a Ucrainei a trecut sub controlul Imperiului Rus. Stăpânirea rusă a fost reafirmată prin semnarea Tratatului de la Andrusovo, din 1667, și a Tratatului de pace eternă din 1686 dintre Rzeczpospolita și Țaratul Rusiei. 
Ucraina de pe malul stâng s-a bucurat de un anumit grad de autonomie în cadrul Țaratului Rus (Imperiul Rus din 1721), autonomie care a fost restrânsă, treptat, de-a lungul secolului al XVIII-lea, când Armata zaporojeană a fost desființată.